# Wiktor Byczkow
Wiktor Nikołajewicz Byczkow (ros. Ви́ктор Никола́евич Бычко́в; ur. 4 września 1954 w Leningradzie) – rosyjski aktor teatralny i filmowy.
Urodził się 4 września 1954 w Leningradzie. W 1982 roku ukończył Leningradzki Państwowy Instytut Teatru, Muzyki i Kinematografii. Został nagrodzony Nagrodą Złotego Orła w 2002 roku oraz Nagrodą Państwową Federacji Rosyjskiej w 2004 roku.

## Filmografia
- 2011: Łastoczkino gniezdo jako Gieorgij Michajłowicz
- 2009: Bankrut jako radca prawny Rispołożeński
- 2008: Obcy jako chirurg
- 2008: Czełowiek biez pistoleta jako Kaszyn
- 2005: Ciuciubabka jako ojciec chłopca
- 2003: Charakterystyka narodowej polityki jako łowca Kuźmicz
- 2002: Kukułka jako Ivan/Psolto
- 2000: Osobliwości narodowego polowania w zimie jako Kuźmicz
- 1998: Osobliwości narodowego wędkarstwa (Butelka na haczyku) jako jager Kuźmicz
- 1996: Operacja „Nowy rok” jako wujek Frost Kuźmicz
- 1995: Osobliwości narodowego polowania jako Kuźmicz
- 1992: Czekista jako Iwanow

i inne